# Penguin Highway
Koordinaten: 60° 44′ S, 45° 35′ W
Der Penguin Highway (englisch für Pinguin-Schnellstraße) ist eine Ebene auf Signy Island im Archipel der Südlichen Orkneyinseln. Auf der Gourlay-Halbinsel verbindet sie in nordost-südwestlicher Ausrichtung die Fur Seal Cove mit dem Ostufer der Caloplaca Cove.
Der Falkland Islands Dependencies Survey nahm zwischen 1947 und 1950 Vermessungen vor. Luftaufnahmen entstanden 1968 durch die Royal Navy. Das UK Antarctic Place-Names Committee benannte die Ebene 2004 nach dem Umstand, dass Pinguine sie als Überlandroute nutzen.